# Plesiophrictus millardi
Plesiophrictus millardi är en spindelart som beskrevs av Pocock 1899. Plesiophrictus millardi ingår i släktet Plesiophrictus och familjen fågelspindlar. Inga underarter finns listade i Catalogue of Life.